# Канта за смеће
Канта за смеће, канта за отпатке, канта за ђубре или контејнер (енгл. container) је врста мање или веће посуде, обично од метала или пластике, која служи за одлагање смећа. Налазе се углавном на улици на местима предвиђеним за њих, проширењима окруженим ивичњацима. Поред јавних, свака зграда или кућа може имати своју приватну канту за смеће.